# Editorial
Um editorial é um artigo que apresenta a opinião de um grupo sobre determinada questão; por causa disso, ele normalmente não é assinado. Assim como um advogado faria, escritores de editoriais discutem sobre um argumento que já foi feito e tentam persuadir os leitores a concordar com eles acerca de determinado assunto atual e polêmico. Essencialmente, um editorial é um texto de opinião que apresenta o posicionamento da empresa jornalística - revelada, em linhas gerais, nos manuais de redação ou cartas de princípios.
A opinião de um veículo, entretanto, não é expressada exclusivamente nos editoriais, mas também na forma como organiza os assuntos publicados, pela qualidade e quantidade que atribui a cada um (no processo de edição jornalística). Em casos em que as próprias matérias do jornal são imbuídas de uma carga opinativa forte, mas não chegam a ser separados como editoriais, diz-se que é jornalismo de opinião.

## Linha editorial
Linha editorial é uma política predeterminada pela direção do veículo de comunicação ou pela diretoria da empresa que determina "a lógica pela qual a empresa jornalística enxerga o mundo; ela indica seus valores, aponta seus paradigmas e influencia decisivamente na construção de sua mensagem".
A linha editorial orienta o modo como cada texto será redigido, define quais termos podem ou não, quais devem ser usados, e qual a hierarquia que cada tema terá na edição final (seja em páginas do meio impresso ou na ordem de apresentação do telejornal ou radiojornal e na web).
Dessa forma, a linha editorial pode ser considerada um valor-notícia. No entanto, "a linha editorial não é um valor-notícia dos fatos a serem abordados (ou seja, um valor-notícia de seleção), mas sim um valor-notícia da forma de realizar a pauta (ou seja, um valor-notícia de construção)".
O editorial está normalmente em jornais, revistas e artigos de internet.

## Artigos e artiguetes
Grande parte dos jornais impressos (e também digitais) reserva uma página ou um espaço para a publicação de artigos opinativos por personalidades, especialistas ou convidados que tenham um comentário ou uma opinião relevante a expressar. Muitas vezes a página de artigos é editada ao lado da página editorial, quando não na mesma. Em TV e rádio, essa prática é mais rara.
Outro espaço dedicado a textos opinativos, embora não de conteúdo editorial e raramente de teor jornalístico, são as colunas e críticas.
Além da página de editoriais principal, alguns veículos impressos optam por inserir ainda as chamadas notas editoriais em outras páginas, geralmente ao lado da matéria que trata do assunto opinado. Em alguns jornais, esta prática também é apelidada de artiguete ou nota pepino duro.

## Cartas do leitor
Um espaço comum para expressar a opinião do público do veículo é a seção das cartas do leitor. O jornal seleciona, entre as cartas recebidas, algumas que tenham opinião bem argumentada (e, claro, um bom texto) para publicar e registrar, por amostragem, o pensamento dos leitores. Certas vezes, existe a preocupação de contrabalançar e equilibrar as opiniões, escolhendo sempre idéias opostas. Na maioria das edições, porém, jornalistas selecionam cartas que sejam alinhadas com as posições do veículo.
Este tipo de prática foi facilitada após a adoção do correio eletrônico. A carta do leitor é utilizada para dizer o que você achou do artigo citado nessa revista .

## Charge e ilustrações editoriais
As charges, caricaturas, ilustrações e pinturas editoriais são um meio visual e extremamente eloquente de expressar opiniões, geralmente por meio de técnicas de humor. No Brasil, jornais como O Globo trazem charges em destaque na primeira página (atualmente executadas por Chico Caruso). O Jornal do Brasil fazia o mesmo até meados dos anos 1990, com o cartunista Ique. O jornal francês Le Monde é conhecido por utilizar diariamente uma ilustração editorial no alto da primeira página, logo abaixo a manchete, e nunca fotos.
O New York Times se utiliza, na página Op-Ed, de uma diagramação diferenciada com ilustrações e pinturas realizadas por profissionais consagrados. Muitos jornais e revistas brasileiras adotam uma abordagem semelhante nas páginas de opinião, optando por ilustrações expressivas em vez de charges políticas.
As ilustrações dessas páginas expressam uma opinião assim como o artigo, mas de uma forma mais subjetiva, enriquecendo o sentido conceitual do texto escrito.